# Dzwinkowe
Dzwinkowe (ukr. Дзвінкове) – wieś na Ukrainie, w obwodzie kijowskim, w rejonie fastowskim, w hromadzie Bojarka. W 2001 liczyła 135 mieszkańców, spośród których 132 wskazało jako ojczysty język ukraiński, a 3 rosyjski.